# Andrzej Mokrzki
Andrzej Mokrzki (ur. 9 stycznia 1968 w Płocku) – polski piłkarz ręczny, mistrz i reprezentant Polski.

## Kariera sportowa
Jest wychowankiem Wisły Płock. W drużynie seniorskiej zadebiutował w sezonie 1986/1987 zakończonym awansem do I ligi. W 1989 został powołany do służby wojskowej i występował w barwach Grunwaldu Poznań. W sezonie 1990/1991 powrócił do Wisły i zdobył z nią brązowy medal mistrzostw Polski, w sezonie 1991/1992 jego zespół wywalczył wicemistrzostwo Polski i Puchar Polski, on sam był jednak kontuzjowany. W sezonie 1992/1993 wywalczył wicemistrzostwo Polski, w sezonie 1993/1994 zdobył natomiast brązowy medal mistrzostw Polski oraz został najlepszym strzelcem ligi (224 bramki), a dodatkowo głosami trenerów zespołów I-ligowych wybrano go do najlepszej siódemki ligi, na pozycji „kołowego”. W 1994 wyjechał do Luksemburga, gdzie był graczem zespołu Diekirch (1994/1995), występował także w III lidze niemieckiej, w drużynie HC Bad Salzuffen. W 1998 powrócił do płockiego zespołu i wywalczył z nim w 1999 wicemistrzostwo Polski i Puchar Polski, a także został najlepszym strzelcem ligi (288 bramek). W sezonie 1999/2000 sięgnął po kolejne wicemistrzostwo Polski, w klasyfikacji strzelców zajął 2. miejsce (197 bramek), został też wybrany do najlepszej siódemki sezonu na pozycji lewego rozgrywającego. W sezonie 2000/2001 zdobył wicemistrzostwo Polski i Puchar Polski, w sezonie 2001/2002 jedyne w karierze mistrzostwo Polski, w sezonie 2002/2003 wicemistrzostwo Polski (ósmy medal w karierze). Po sezonie 2002/2003 klub rozwiązał z nim kontrakt. W sezonie 2003/2004 występował w Śląsku Wrocław, zdobywając brązowy medal mistrzostw Polski. Od 2004 był zawodnikiem beniaminka ekstraklasy Piotrkowianina Piotrków Trybunalski, odszedł jednak w trakcie sezonu 2005/2006. Następnie występował w niemieckiej drużynie HC Dillengen (2006-2007).
Był młodzieżowym reprezentantem Polski, w 1989 zajął z drużyną 12. miejsce podczas młodzieżowych mistrzostw świata. W reprezentacji Polski seniorów debiutował w listopadzie 1989. Wystąpił na mistrzostwach świata grupy "A" w 1990 (11. miejsce) i mistrzostwach świata grupy "B" w 1992 (11. miejsce). W 1993 należał do grupy 11 reprezentantów Polski, którzy zwrócili się o zwolnienie od obowiązków reprezentacyjnych w związku z niemożnością współpracy z trenerem Bogdanem Kowalczykiem. Związek Piłki Ręcznej w Polsce ukarał go zakazem transferów zagranicznych do końca sezonu 1995/1996.
W 2012 został otrzymał Złotą Odznakę ZPRP.
Piłkarzem ręcznym jest także jego syn, Kamil Mokrzki.